# Panicaut
Eryngium
Genre
Classification phylogénétique
Les panicauts ou panicaults sont des plantes herbacées bisannuelles, vivaces ou annuelles du genre Eryngium appartenant à la famille des Apiacées et à la sous-famille des Saniculoïdées.
Eryngium est le genre le plus important de la famille avec 250 espèces réparties dans le monde dont l'Afrique du Sud semble être le centre de la diversité comme l'attestent les genres Arctopus ou Alepidea qui se situent vers la base de la sous-famille des Saniculoïdées.
Les fleurs, réunies en ombelles et formant un pseudanthium sont souvent bleues, blanches ou vertes et sont entourées d'un involucre de bractées, plus ou moins grosses, épineuses et colorées.
La grande diversité morphologique au niveau de l'appareil végétatif et reproducteur, une forte propension à l'hybridation entre espèces proches et une certaine facilité à doubler leur nombre de chromosomes, rend la systématique de cette sous-famille complexe.
Beaucoup d'espèces sont cultivées comme plantes d'ornement et toutes sont comestibles (racines, jeunes pousses). Leurs vertus médicinales reposent sur leur teneur en saponines qui sont également très faiblement toxiques (pouvoir hémolytique), d'où la recommandation de les consommer en petites quantités et plutôt cuites.

## Étymologie
Le nom scientifique d'Eryngium vient du grec eryggos, « barbe de chèvre », en référence au pinceau de poils présent à la partie supérieure de la racine de la plante, et correspondant au débris des feuilles de l'année précédente. Le nom vernaculaire de panicault dériverait du latin médiéval pane caldus, « pain chaud », en référence à ses feuilles piquantes qui provoquent une sensation de brûlure comme un pain qui sort du four. Le nom serait en réalité une déformation de pane cardus, « pain chardon », allusion aux piqûres cuisantes du chardon, au fait que leurs racines cuites étaient mangées autrefois et que leurs feuilles tendres au printemps fournissent une excellente salade. Mais ces feuilles deviennent rapidement dures et piquantes comme celles du chardon (terme générique qui désigne de nombreuses espèces de plantes épineuses appartenant principalement à la famille des Asteraceae).

## Description
Il s'agit d'un genre très diversifié, c'est pourquoi seules quelques caractéristiques générales peuvent être évoquées.
Dans l'ensemble, ce sont pour la plupart des plantes glabres ressemblant à des chardons avec des feuilles dures et épineuses. Ces feuilles lobées à pennatiséquées sont portées par un pétiole engainant. Les espèces ont généralement une racine pivotante d'où partent des radicelles fibreuses. L'inflorescence se présente sous une forme globuleuse de fleurs en ombelle simple ou en ombelle aux rayons très courts qui leur donnent une allure très compacte, hémisphérique de pseudo-capitule (pseudo-capitules parfois eux-mêmes disposés en ombelle irrégulière).

## Les espèces en France

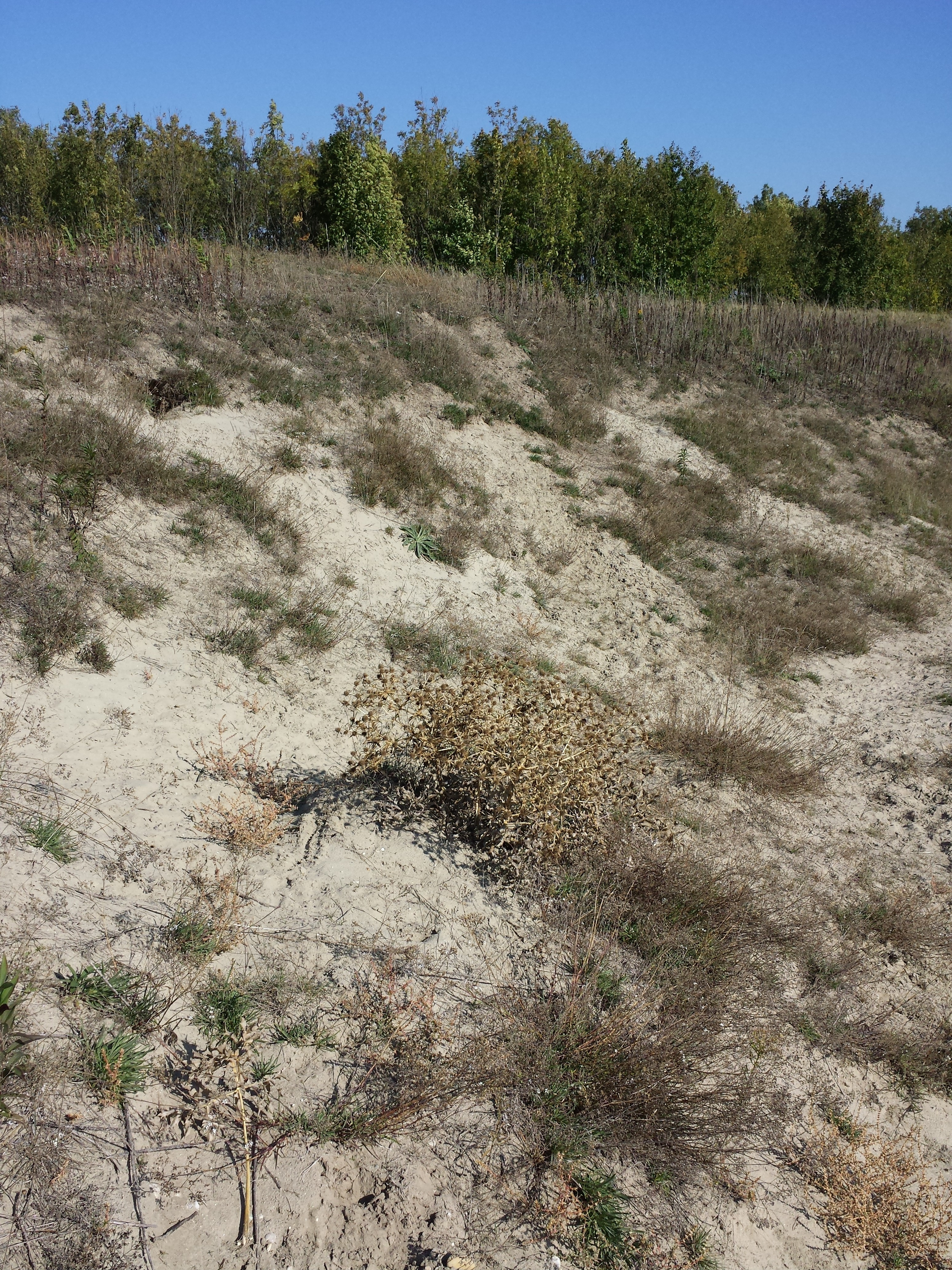
Les touffes sèches de panicaut champêtre ou de panicaut maritime se séparent de leurs racines pour rouler sous le vent et disséminer les graines issues de la plante mère (anémogéochorie). Ce phénomène vaut à ces espèces d'être connues sous le nom vernaculaire de chardon roulant qui, par déformation, est devenu chardon Roland.

En France on rencontre les espèces suivantes :
- Eryngium maritimum — panicaut maritime. C'est une plante vivace vert-bleuté aux feuilles coriaces, épineuses, aux fleurs en capitules arrondis. On le rencontre en taches parfois importantes dans les dunes et zones de galets du littoral.
- Eryngium campestre — panicaut champêtre, très commun jusqu'à 1 000 m d'altitude
- Eryngium viviparum — panicaut vivipare (littoral du Morbihan)
- Eryngium bourgatii — chardon bleu des Pyrénées, Pyrénées, Corbières de 1000 à 2 000 m d'altitude
- Eryngium alpinum — chardon bleu des Alpes, Alpes, Jura jusqu'à 2 000 m d'altitude
- Eryngium spina-alba — panicaut blanc des Alpes, France Sud-Est entre 1400 et 1 700 m d'altitude
- Eryngium barrelieri — panicaut nain de Barrelier, sud de la Corse[9]
- Eryngium giganteum — panicaut géant fait partie de la flore obsidionale de France[10]

### Espèces protégées
Les espèces suivantes sont inscrites dans la Liste des espèces végétales protégées sur l'ensemble du territoire français (Arrêté du 20 janvier 1982) :
- Eryngium alpinum L. — panicaut des Alpes, étoile des Alpes.
- Eryngium barrelieri Boiss. — panicaut nain de Barrelier.
- Eryngium spina-alba Vill. — panicaut blanc des Alpes, chardon blanc.
- Eryngium viviparum Gay. — panicaut nain vivipare.

### Mycologie
Un champignon, le Pleurote du panicaut, Pleurotus eryngii, vit de certaines substances développées par la plante.

### La faune associée aux Panicauts
Les Panicauts sont fréquentés régulièrement par de nombreux Insectes, entomofaune ayant fait l'objet d'études en Occitanie (A.Lopez, 2014,2015,). Parmi les espèces les plus assidues sur Eryngium campestre et maritimum,, on peut citer divers taxons dans les ordres suivants.

#### Hétéroptères
Phytophages : Graphosoma semipunctatum, Graphosoma italicum, Ancyrosoma leucogrammes (Podopinae), Carpocoris mediterraneus (Pentatominae)
Prédateurs : Rhynocoris iracundus, R.erythropus (Reduviidae Harpactorinae).

#### Coléoptères
Mordellidae, Cerambycidae  (Chlorophorus varius, C.trifasciatus, C.sartor, Stictoleptura cordigera, Purpuricenus budensis) et Cleridae (Trichodes leucopsideus).

#### Hyménoptères

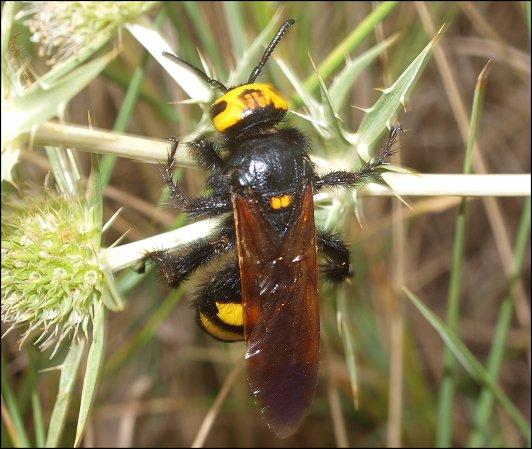
Megascolia maculata flavifrons sur Eryngium campestre. Garrigue de Nissan (Hérault).

Tiphiidae (Meria lineata), Scoliidae (Colpa sexmaculata et C.quinquecincta, Scolia hirta, Megascolia maculata flavifrons), Apidae (Andrena, Thyreus histrionicus, Halictus scabiosae), Sphecidae (Sphex flavipennis, Isodontia mexicana, Prionyx kirbii), Crabronidae (Cerceris albofasciata, Philanthus triangulum, Bembix rostrata et B.olivacea, Stizus ruficornis), Pompilidae (Batozonellus lacerticida), Vespidae (Polistes gallicus).

#### Lépidoptères
Nymphalinae (Melitaea phoebe et Melitaea cinxia), Satyrinae (Pyronia cecilia et Pyronia tithonus), Lycaenidae (Satyrium ilicis), Zygaenidae (Zygaena occitanica, Z.fausta, Z.erythrus ce dernier inféodé au Panicaut par sa chenille).

#### Diptères
Tachinidae (Mintho rufiventris, Tachina magnicornis, Cylindromyia, Gymnosoma rotundatum).

## Autres espèces à travers le monde
- Eryngium agavifolium, Argentine.
- Eryngium alismifolium

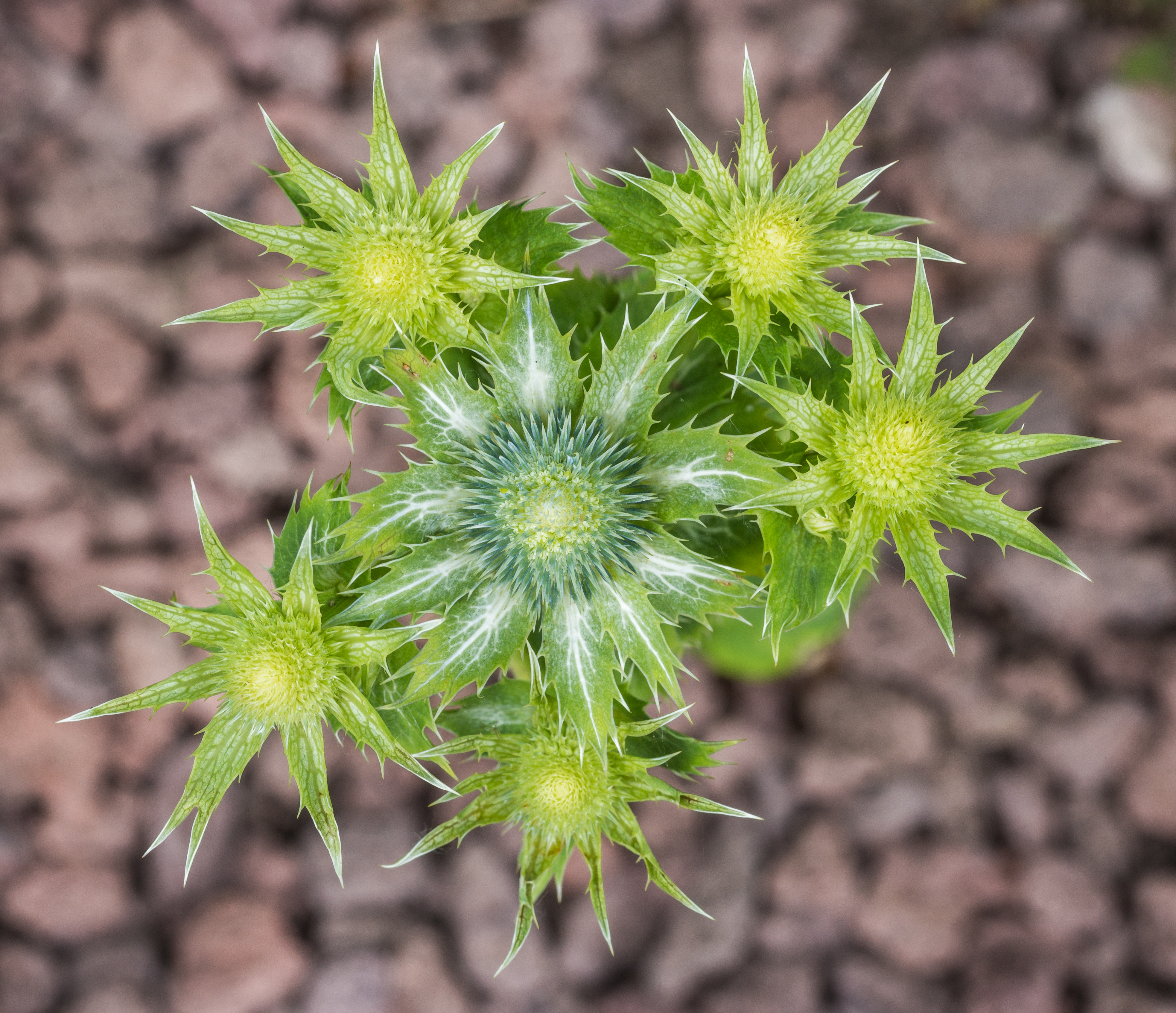
Un spécimen d’Eryngium giganteum.

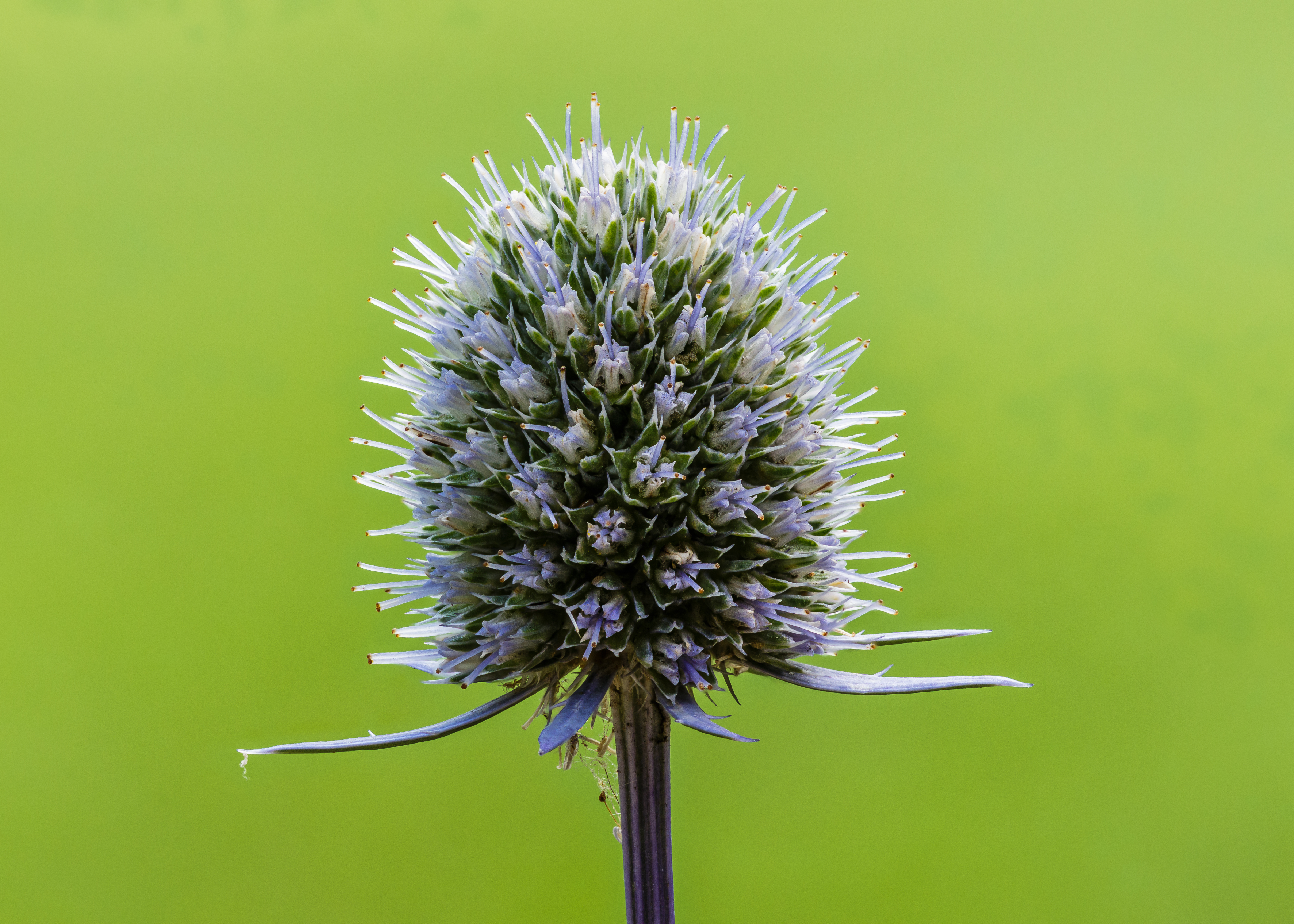
Une inflorescence de panicaut, Tuinreservaat Jonkervallei (Pays-Bas).

- Eryngium amethystinum, espèce méditerranéenne.
- Eryngium aquaticum L. — Panicaut aquatique originaire des États-Unis.
- Eryngium aristulatum
- Eryngium armatum
- Eryngium aromaticum
- Eryngium articulatum
- Eryngium baldwinii
- Eryngium castrense
- Eryngium constancei
- Eryngium creticum
- Eryngium cuneifolium
- Eryngium diffusum
- Eryngium divaricatum
- Eryngium foetidum — Panicaut fétide ou Ngo gai, herbe aromatique originaire d'Amérique Centrale, beaucoup utilisée dans la cuisine d'Asie du Sud-Est
- Eryngium giganteum — Panicaut géant, originaire d'Iran et du Caucase
- Eryngium heterophyllum
- Eryngium hookeri
- Eryngium integrifolium
- Eryngium leavenworthii
- Eryngium lemmonii
- Eryngium mathiasiae
- Eryngium nasturtiifolium
- Eryngium paniculatum originaire d'Amérique du Sud
- Eryngium petiolatum
- Eryngium phyteumae
- Eryngium pinnatisectum
- Eryngium planum, d'Europe du Sud-Est.
- Eryngium prostratum, d'Australie et Amérique du Sud.
- Eryngium racemosum
- Eryngium sparganophyllum
- Eryngium spinosepalum
- Eryngium vaseyi
- Eryngium yuccifolium — Panicaut à feuilles de yucca originaire de l'ouest des États-Unis.